# Taufkirchen (Vils)
 For alternative betydninger, se Taufkirchen. (Se også artikler, som begynder med Taufkirchen)
Taufkirchen (Vils) er en kommune i Landkreis Erding i Regierungsbezirk Oberbayern i den tyske delstat Bayern. Den grænser mod øst til Landkreis Landshut i Niederbayern .

## Geografi
Taufkirchen an der Vils ligger cirka 22 km syd for Landshut, 18 km øst for Erding, 9 km nord for Dorfen og 23 km sydvest for Vilsbiburg. Til Flughafen München er der 30 km og delstatshovedstaden München er cirka 55 km væk.
Taufkirchen (Vils) er den næststørste kommune i landkreisen og en af de arealmæssigt største i Region München. I kommunens område er der 145 landsbyer og bebyggelser.
Natur og landskabsmæssigt hører kommunen til det tertiære Isar-Inn-bakkeland; kommunen ligger i det såkaldte „Erdinger Holzland“  ved floden Große Vils.